# Dictyoneidaceae
Famille
Les Dictyoneidaceae sont une famille d'algues de l'embranchement, des Bacillariophyta de la classe des Bacillariophyceae et de l’ordre des Dictyoneidales.

## Systématique
La famille des Dictyoneidaceae a été créée en 1990 par le phycologue britannique David George Mann (d) (1953-).

## Étymologie
Le nom vient du genre type Dictyoneis formé du préfixe dicty-, « filet ; réseau », et du suffixe -neis dérivé du grec νηυς / nèys, la forme ionique et épique de ναῦς / nays (latin navis, bateau), littéralement « bateau (en forme de) filet ».

## Description
Dictyoneis présente des valves lancéolées ou panduriformes, avec des fissures terminales généralement dans des directions opposées. Les valves ont une strie externe et interne. La couche externe ou supérieure est finement ponctuée. La couche interne est plus ou moins grossièrement cellulaire ou réticulée.

## Liste des genres
Liste des genres selon AlgaeBase (30 avril 2022) :
- Dictyoneis Cleve, 1890